# Fulton (Missouri)
Fulton je okresním městem v okresu Callaway County, ve státě Missouri, v USA.
Je součástí metropolitní oblasti města Jefferson City. V roce 2010 zde žilo 12 790 lidí. Město bylo pojmenováno po Robertu Fultonovi.
Winston Churchill zde v roce 1946 na fultonské univerzitě Westminster College pronesl svůj slavný projev Sinews of Peace (Opory míru), též známý jako Fultonský projev. V něm použil termín železná opona, který se celosvětově ujal pro popis stavu rozdělení poválečného světa pomyslnou i fyzickou hranicí mezi dvěma supervelmocemi USA a SSSR.